# Alfonso López Pumarejo
Alfonso López Pumarejo, född 31 januari 1886 i Honda i Tolima, död 20 november 1959 i London i Storbritannien, var en colombiansk politiker och diplomat, som var president i Colombia åren 1934–1938 och 1942–1946. Han är den enda personen hittills som har suttit två icke på varandra följande mandatperioder som Colombias president och räknas därför som Colombias 14:e och 16:e president.